# Norfolk Admirals
Norfolk Admirals – drużyna hokejowa grająca w American Hockey League w dywizji wschodniej, konferencji wschodniej. Drużyna ma swoją siedzibę w Norfolk w Stanach Zjednoczonych. Drużyna podlega zespołowi Anaheim Ducks oraz ma własną filię w ECHL, którą jest drużyna Fort Wayne Komets. W przeszłości był podrzędnym zespołem dla Chicago Blackhawks i Tampa Bay Lightning oraz współpracował z Toledo Storm (ECHL).
- Rok założenia: 2000
- Barwy: czerwono-czarno-białe
- Trener: Mike Haviland
- Manager: Al MacIsaac
- Hala: Norfolk Scope

## Osiągnięcia
- Mistrzostwo dywizji: 2002, 2003, 2012
- Mistrzostwo konferencji: 2012
- Frank Mathers Trophy: 2002, 2003, 2012
- Puchar Caldera: 2012